# Gwandu
Gwandu fou una ciutat de Nigèria que va esdevenir capital d'un emirat que es va anomenar emirat de Gwandu, un estat tradicional de Nigèria, el qual era una branca del sultanat de Sokoto d'Osman Dan Fodio.

## Història
Gwando era una petita vila a l'estat de Kebbi (la capital del qual era Birnin Kebbi). El peul (fulbe) Osman Dan Fodio (nascut el 1754), oposat al rei de Gober o Gobir, va predicar la guerra santa i va derrotar a les tropes reials el 21 de juny de 1804 i es va fer proclamat Sarkin Musulmi (Comandant dels creients) adoptant una bandera verda que entregava també a tots els caps de la guerra santa que es posaven a les seves ordes i fundaven estats musulmans en diversos llocs (per exemple Adamawa) que esdevenien nominals vassalls. El 1805 Osman Dan Fodio va establir el seu quarter general a Kambaza, propera a Gwandu. Atacat per les forces col·ligades dels estats de Kebbi (kebbawa), Gobir (gobirawa) i Tawarik, fou derrotat i es va haver de replegar cap a Gwandu on va resistir un setge dels enemics. Cansats els assetjants es van retirar i llavors Dan Fodio els va empaitar i els va causar moltes baixes en emboscades; l'exèrcit kebbawa fou desmoralitzat i delmat i quan era a Gumbai es va desbandar i va fugir. El 1806 Osman Dan Fodio es va posar malalt i va restar a Gwandu en endavant, deixant la direcció de la campanya als seus generals. El seu fill Muhammad Bello va construir les muralles i durant dos anys fou la capital de l'Imperi (1806-1808).
El 1808 els fulbe van conquerir Alkalawa, la capital de Gober o Gobir i Osman Dan Fodio es va traslladar a Sifawa. Llavors va donar el govern de Gwandu al seu germà Abdullahi o Abdoulaye Dan Fodio (nascut el 1766) amb autoritat sobre les províncies occidentals, mentre el seu fill Muhammad Bello rebia el govern de les províncies orientals. Abdoulaye va tenir residència inicial a Gwandu però va fer construir una nova capital a Bodinga, prop de Sifawa, per poder estar més prop del seu germà. Des de Bodinga va dirigir una sèrie de campanyes que el 1810 el van portar a dominar quasi tot el Kebbi, Nupe, Ilorin, Yauri, Gurma, Arewa i Zabarma. Osman Dan Fodio va traslladar el 1809 la seva capital a Sokoto, fins aleshores un llogaret, i hi va construir una muralla, esdevenint el centre de les províncies orientals. Osman va morir uns anys després (1817).
Abdulaye es va dirigir ràpidament de Bodinga a Sokoto (22 km) però quan va arribar el seu nebot Muhammad Bello ja havia estat proclamat Sarkin Musulmi (Comandant dels Creients) i les portes de la ciutat li foren tancades. Segons la llei fulbe o fulani la successió corresponia al germà i no al fill, però Abdulaye es va retirar a Gwandu. Quan va arribar es va trobar que Abd al-Salam s'havia revoltat i llavors Muhammad Bello va venir en el seu ajut. Llavors Abdulaye va rebre a Muhammad Bello reconeixent-lo com a Comandant del Creients i fent la salutació deguda a aquest càrrec. Junts van reprimir la revolta d'Abd al-Salam a la batalla de Kalembena o Kalembaina (1819 o 1820) i Abdulaye fou confirmat en la possessió de les províncies occidentals, encara que sota la nominal autoritat del Sarkin Muslimi de Sokoto. Això fou l'origen de l'emirat de Gwandu i de fet també del sultanat de Sokoto. Abdulaye no va agafar el títol d'emir que el seu nebot li va donar sinó el més senzill de mallan.
Abdulaye va deixar el govern (no el títol de mallan) al seu fill Muhammad Wani i al seu nebot Bohari el 1819 i es va dedicar a l'estudi i la literatura. Va morir el 1828 i el va succeir el seu fill que va agafar el títol d'emir. Les revoltes dels kebbawa i els gobirawa eren freqüents (a més d'altres); fora del territori de domini directe la seva autoritat no era sempre respectada als estats vassalls. En general els estats vassalls sobretot els sorgits del gihad, el respectaven però els kebbawa (de l'antic estat de Kebbi), a l'entorn de la fortalesa de d'Argungu, resistien (Argungu mai no fou ocupada pels fulbe tot i que estava a mig camí entre Sokoto i Gwandu a 80 km de la primera i 50 de la segona).
El 1860 l'emir Aliyu el quart fill d'Abdulaye que pujava al tron, va traslladar la capital de Gwandu a Ambursa per protegir les viles de la riba esquerra del riu Gulbi amenaçades pels kebbawa d'Argungu. La capital va tornar a Gwandu amb el següent emir, Abdul-Qadir (1864), i hi va restar. Abdul-Qadir fou el cinquè fill d'Abdoulaye a pujar al tron. La potència dels kebbawa s'havia incrementat i amb la mediació del sultà de Sokoto es va negociar un tractat de pau entre Abdul-Qadir de Gwandu i el sarkin de Kebbi, Toga (Tractat de Lafiyar Toga el 1866) segons el qual Argungu esdevenia un estat independent i totes les ciutats que dominava li serien reconegudes; tots els esclaus fet presoners en les guerres restarien en mas dels qui els tenien. La pau va durar fins al 1874, quan era emir Mustafa, i llavors la guerra es va reprendre.
El 1876 Malik o Maliki, net d'Abdulaye, va arribar al tron i va governar dotze anys. Va rebre l'enviat de la Companyia Reial Britànica del Níger, M. Joseph Thomson, que li va oferir vestimentes reials de gran valor. Encara més valuosos eren les vestimentes que es van oferir al sultà de Sokoto. Mort Malik el 1888 el va succeir Umar Bakatara que va rebre altre cop a enviats de la companyia esmentada (Sir G. Goldie i Sir W. Wallace) quer li van oferir encara regals més valuosos. El 1898 va pujar al tron Bayero Aliyu que no va oposar resistència a l'ocupació britànica.
El 1902 quan van arribar els britànics, el sarkir d'Argungu defensava la independència lluitant a la zona, mentre els gobirawa (de l'anti Gobir o Gober) des de Sabon Birni i Chibiri feien atacs fins i tot contra districtes situats a l'est i nord-est de Sokoto. Els britànics van entrar a Argungu el 1902. Un destacament britànic es va establir a Gwandu el març de 1903.
Bayero Aliyu va morir el maig del 1903. Muhammad el seu successor, fou deposat el març de 1906 pels britànics que van nomenar un nebot d'una branca que no havia arribat abans al poder originada en Hassan, fill d'Abdulaye.
Sota els britànics Gwandu fou una subdivisió de la província de Sokoto de la Nigèria del Nord, amb capital a Birnin Kebbi. La subdivisió estava formada per l'emirat de Gwandu, de 16.076 km² i una població vers 1950 de 350.000 habitants; i l'emirat de Yauri amb una superfície 3.382 km² i uns 57.000 habitants. Els emirs van jugar el paper d'autoritats tradicionals. El 1954 va pujar al tron Mustafa Harun (o Haruna) que fou president de la càmera de caps de la Regió del Nord. Les subdivisions de Sokoto i Argungu eren les altres dues subdivisions de la província de Sokoto.
L'emir Mustafa Harun fou deposat pel governador el 3 de juny de 2005, i actualment està pledejant la seva restauració a la cort suprema de l'estat de Kebbi.

## Llista d'emirs
La llista d'emirs de Gwandu, tots els quals van morir al càrrec excepte Muhammad, deposat pels britànics el 1906, i Mustafa Harun, deposat pel governador de l'estat el 2005, és la següent:
- Abdullah (Abdoulaye) 1808-1828 (governador 1808-1817)
- Muhammad Wani 1828-1833 (fill)
- Khalil 1833-1858 (germà)
- Khaliru I 1858-1860 (germà)
- Aliyu 1860-1864 (germà)
- Abdul-Qadir 1864-1868 (germà)
- Mustafa 1868-1875 (fill de Muhammad Wani)
- Hanafi 1875-1876 (fill de Khalil)
- Malik 1876-1888 (germà de Mustafa)
- Umar Bakatara 1888-1897 (germà d'Hanafi)
- Abdullah Bayero 1897-1898 (germà de Malik)
- Bayero Aliyu 1898-1903 (fill d'Aliyu)
- Muhammad 1903-1906 (germà)
- Khaliru II 1906-1915 (fill d'Abdul-Qadir Dan Galadima que era fill de Hassan i aquest fill d'Abdulaye)
- Muhammad Bashir 1915-1918 (fill de Khaliru)
- Uthman 1918-1938 (germà)
- Yahya 1938-1954 (germà)
- Muhammad Harun 1954-1995 (fill de Muhammad Bashir)
- Mustafa Harun 1995-2005 (fill)
- Muhammadu Jega 1205-